# Камерун на Паралимпийских играх
Камерун на Паралимпийских играх впервые приняла участие в 2012 году на летних Играх в Лондоне. На зимних Играх делегация Камеруна участия пока не принимала. Медалей на Играх спортсмены Камеруна пока не завоевали.